# Cardepia sociabilis
Cardepia sociabilis is een vlinder uit de familie uilen (Noctuidae). De wetenschappelijke naam van de soort is voor het eerst geldig gepubliceerd in 1850 door de Graslin.
De soort komt voor in Europa.